# Bjurholm község
Bjurholm község (svédül: Bjurholms kommun) Svédország 290 községének egyike. 
A mai község 1983-ban jött létre.

## Települései
A községben négy település található:
| Település | Népesség | Megjegyzés         |
| --------- | -------- | ------------------ |
| Bjurholm  |          | a község székhelye |
| Agnäs     |          |                    |
| Balsjö    |          |                    |
| Karlsbäck |          |                    |

### Külső hivatkozások
- Hivatalos honlap